# Фоссальто
Фоссальто (італ. Fossalto) — муніципалітет в Італії, у регіоні Молізе,  провінція Кампобассо.
Фоссальто розташоване на відстані близько 175 км на схід від Рима, 15 км на північний захід від Кампобассо.
Населення — 1365 осіб (2014).

## Демографія
Населення за роками:

Станом на 1 січня 2023 року в муніципалітеті офіційно проживало 30 іноземців з 8 країн, серед них 22 громадяни країн Євросоюзу та 1 громадянин України.

## Сусідні муніципалітети
- Кастропіньяно
- Лімозано
- П'єтракупа
- Сальчито
- Сант'Анджело-Лімозано
- Торелла-дель-Санніо